# Transportes no estado de São Paulo

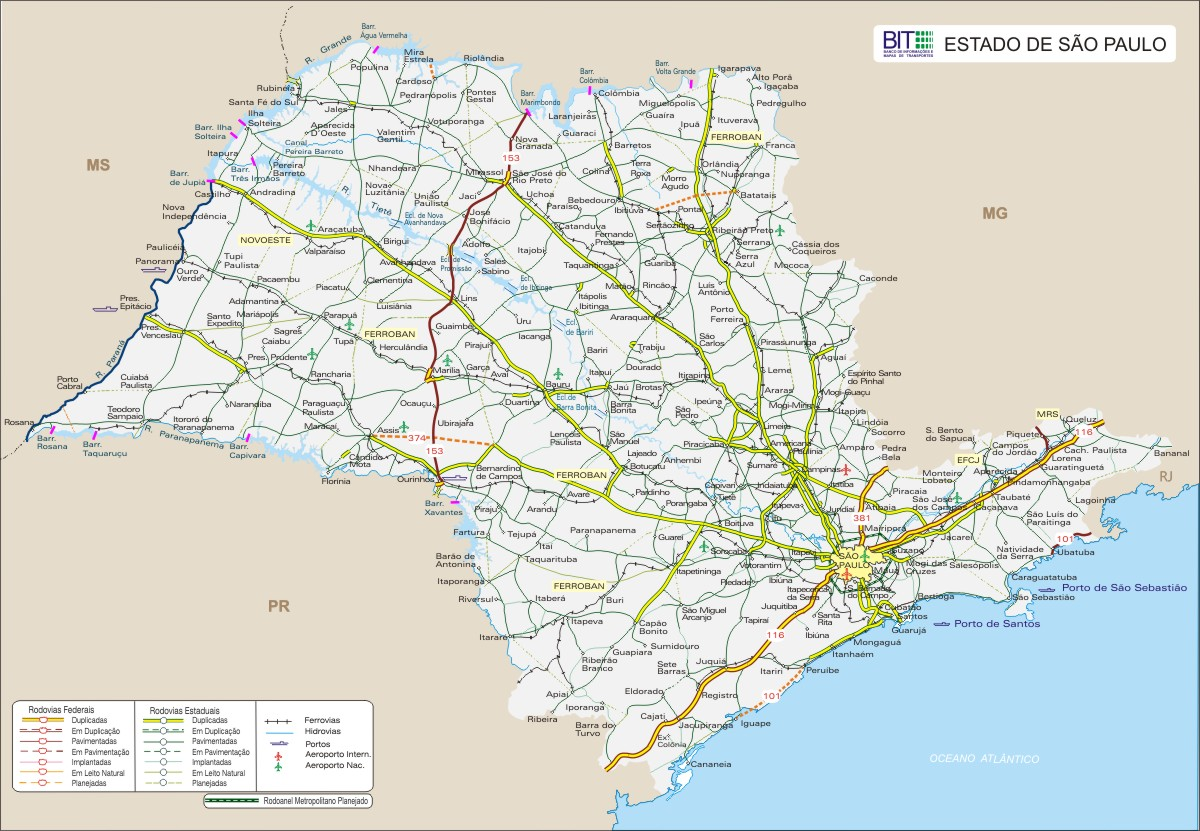
Mapa de transportes em São Paulo

No estado de São Paulo, podem ser encontrados os transportes do tipo rodoviário, aeroviário, marítimo (hidrovias) e ferroviário.

## Rodovias

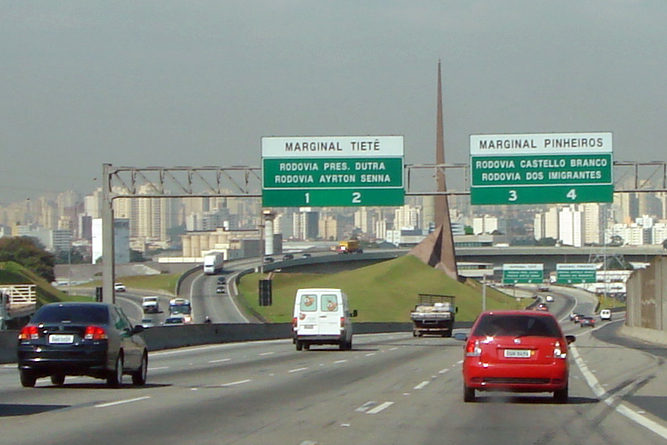
Rodovia dos Bandeirantes, considerada a melhor rodovia do Brasil pela Confederação Nacional do Transporte.

O sistema rodoviário do estado de São Paulo é o maior sistema estadual de transporte rodoviário do Brasil, com 199.975 km. Trata-se de uma enorme rede interligada, divida em três níveis, municipal (176.675 km), estadual (22.219 km) e federal (1.075 km). Mais de 90% da população paulista está a cerca de 5 km de uma estrada pavimentada. São Paulo possui o maior número de estradas duplicadas da América Latina e, de acordo com uma pesquisa realizada pela Confederação Nacional do Transporte, o sistema rodoviário do estado é o melhor do Brasil, com 59,4% de suas estradas classificadas na categoria "excelente". A pesquisa também apontou que das 10 melhores rodovias brasileiras, nove são paulistas.
O estado de São Paulo possui uma malha rodoviária com mais de 34.753 km de vias asfaltadas, e destes, 6.346,34 km são rodovias de pista dupla (2 faixas ou mais de tráfego em cada sentido), mais do que qualquer país da America do Sul e uma malha de rodovias duplicadss com densidade superior à vários países europeus. representando cerca de 17% do total da malha asfaltada do Brasil. As rodovias paulistas são consideradas as mais modernas e melhor conservadas do Brasil. A Confederação Nacional do Transporte, em uma pesquisa realizada em 2006, divulgou um ranking que coloca as rodovias de São Paulo, em comparação com as outras rodovias brasileiras, no topo em termos de estado geral de conservação. A administração de algumas rodovias paulistas foi transferida à iniciativa privada a partir do final da década de 90, dentro de um programa mais amplo de privatização. As empresas vencedoras do processo licitatório foram obrigadas a realizar uma série de investimentos e a cumprir metas de qualidade mas, apesar da melhoria nas estatísticas de acidentes, a cobrança de um valor de pedágio considerado alto para os padrões brasileiros provoca críticas ao modelo de privatização.
O Rodoanel Mário Covas (SP-021), também conhecido como Rodoanel Metropolitano de São Paulo ou simplesmente Rodoanel, é uma auto-estrada de 177 quilômetros, duas pistas e oito faixas de rodagem que está sendo construída em torno do centro da Região Metropolitana de São Paulo, na tentativa de aliviar o intenso tráfego de caminhões oriundos do norte e sul do Brasil e que hoje cruzam as duas vias urbanas marginais da cidade (Pinheiros e Tietê), cujo reflexo no tráfego vem provocando uma grave situação de congestionamentos.
As principais rodovias do estado de São Paulo ganharão faixas de tráfego adicionais a partir de 2013. As obras de expansão, que começam já no próximo ano, devem aliviar os gargalos no acesso à capital para quem chega pelas pistas da Imigrantes, Raposo Tavares, Anhanguera, Bandeirantes, Ayrton Senna e Castelo Branco. O conjunto de intervenções ainda facilitará o deslocamento entre as cidades pequenas do interior, que sofrem cada vez mais com picos de trânsito em trechos curtos.

## Aeroportos
São Paulo possui três grandes aeroportos, sendo dois internacionais:

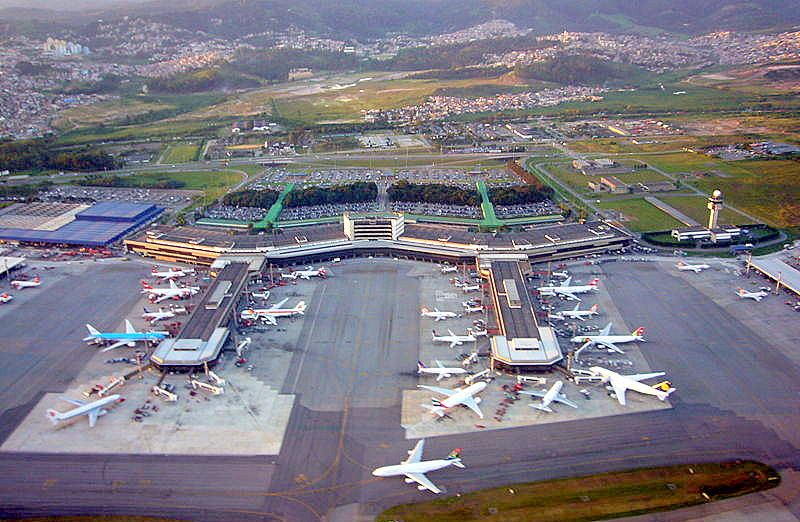
Aeroporto Internacional de São Paulo, em Guarulhos, o aeroporto internacional mais movimentado do Brasil.

- Aeroporto Internacional de São Paulo, localizado na cidade de Guarulhos, na Região Metropolitana de São Paulo, é o aeroporto internacional mais movimentado do Brasil. Considerado um dos hubs da aviação civil no país, opera uma grande quantidade de voos nacionais e internacionais para todos os principais destinos do Brasil e do mundo. Está distante 25 quilômetros do centro de São Paulo, a principal metrópole a que serve.
- Aeroporto de Congonhas, é o aeroporto doméstico mais movimentado e do Brasil, localizado no distrito do Campo Belo, na capital paulista. Por estar localizado a apenas 8 km do centro, é utilizado basicamente para voos de ponte aérea e de curta duração, sendo seus principais destinos Rio de Janeiro, Brasília, Belo Horizonte e o interior do estado.
- Aeroporto Internacional de Viracopos, localizado a 20 quilômetros do centro de Campinas e a 99 quilômetros da capital paulista. Atualmente, representa o segundo maior terminal aéreo de cargas do país,[16] responsável por 18,1% do movimento total de cargas nos aeroportos.[16] Em 2007, registrou um fluxo de cargas embarcadas e desembarcadas em voos internacionais de cerca de 228.239 toneladas.[16] De cada três toneladas de mercadorias exportadas e importadas, uma passa pelo aeroporto.[16] O Terminal de Logística de Carga de Importação e Exportação possui uma área de mais de 81 mil metros quadrados, com capacidade de processar até 720 mil toneladas de carga aérea por ano.

## Portos marítimos
O estado possui dois portos:

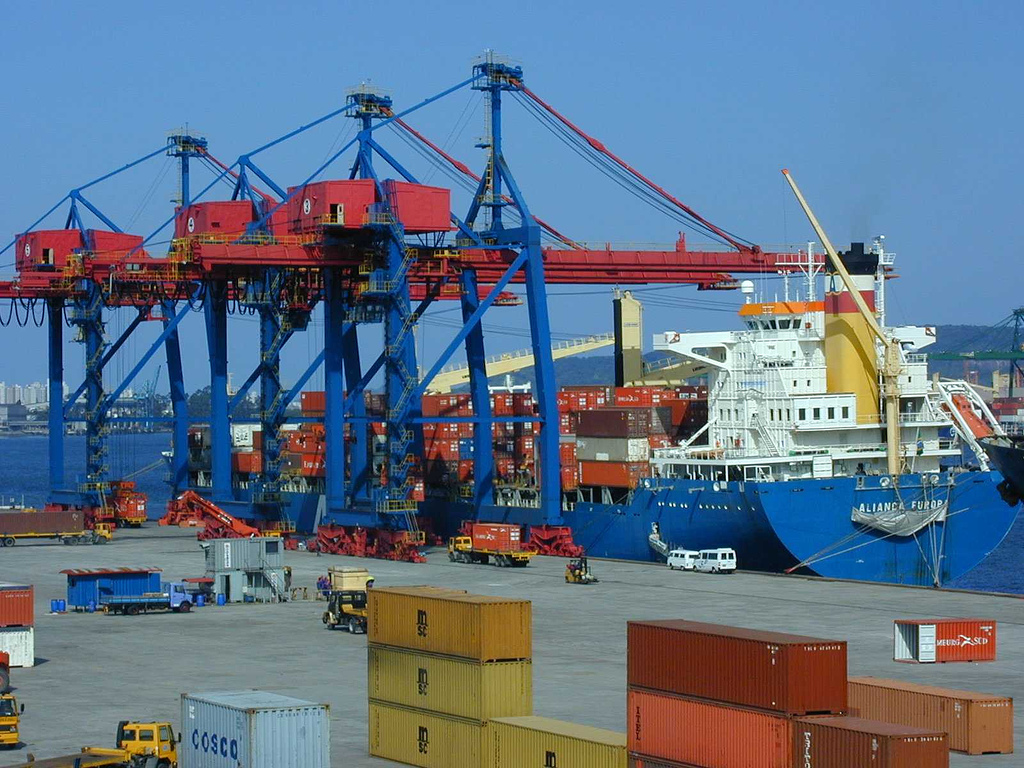
Porto de Santos, o maior do Brasil.

- Porto de Santos, localizado na cidade de Santos, o porto é hoje o principal do Brasil e o maior da América Latina. O Porto de Santos ocupa a 39ª posição no ranking mundial de movimentação de cargas conteinerizadas.
- Porto de São Sebastião, localizado na cidade de São Sebastião, o porto e uma alternativa para a prática do comércio exterior e para o apoio ao Porto de Santos.

## Ferrovias
São Paulo possui mais de 5 mil km de ferrovias (antigamente operados pela extinta estatal Ferrovia Paulista S/A), que se estendem desde as margens do rio Paraná até o porto de Santos, destinados ao transporte de carga. A região metropolitana de São Paulo é servida de trens por uma malha ferroviária de 260 km, composta por 6 linhas e 90 estações, sendo operada pela Companhia Paulista de Trens Metropolitanos.
O Metrô de São Paulo é um dos mais eficientes e novos do mundo. São 83,3 km de metrô distribuídos em cinco linhas e 73 estações, sendo transportados diariamente cerca de 4,5 milhões de passageiros